# Хексабензокоронен
Хексабензокороненът е полицикличен ароматен въглеводород с формулата C42H18. Шестте бензенови ядра са слети с основния въглеводород коронен.
Аналогът [bc,ef,hi,kl,no,qr] е бил изобразен по атомно-силов микроскоп, обезпечаващ първия пример за молекулата, в която разликите в редове и дължини на индивидуални връзки може да бъде именувани.